# Sychesia pseudodryas
Sychesia pseudodryas är en fjärilsart som beskrevs av Rothschild 1909. Sychesia pseudodryas ingår i släktet Sychesia och familjen björnspinnare. Inga underarter finns listade i Catalogue of Life.